# Вишневе (Ровеньківський район)
Вишне́ве (до 1961 — Вишньо-Грекове) — село в Україні, у Ровеньківській міській громаді Ровеньківського району Луганської області. Населення становить 256 осіб. Орган місцевого самоврядування — Бобриківська сільська рада.

## Історія
Станом на 1873 рік у селищі Вишневецьке-Грекове Бобриківської волості Міуського округу Області Війська Донського мешкало 491 особа, налічувалось 77 дворових господарств, 30 плугів, 74 коней, 98 пар волів, 360 овець.
За переписом 1897 року кількість мешканців зросла до 685 осіб (333 чоловічої статі та 352 — жіночої), з яких всі — православної віри.

## Населення
За даними перепису 2001 року населення села становило 256 осіб, з них 79,3% зазначили рідною українську мову, а 20,7% — російську.